# Sonic Syndicate
I Sonic Syndicate sono un gruppo metalcore formatosi in Svezia a Falkenberg nel 2002 con il nome di Fallen Angels. I componenti dichiararono di essere stati influenzati ed apprezzare la scena melodic death metal.

## Storia del gruppo

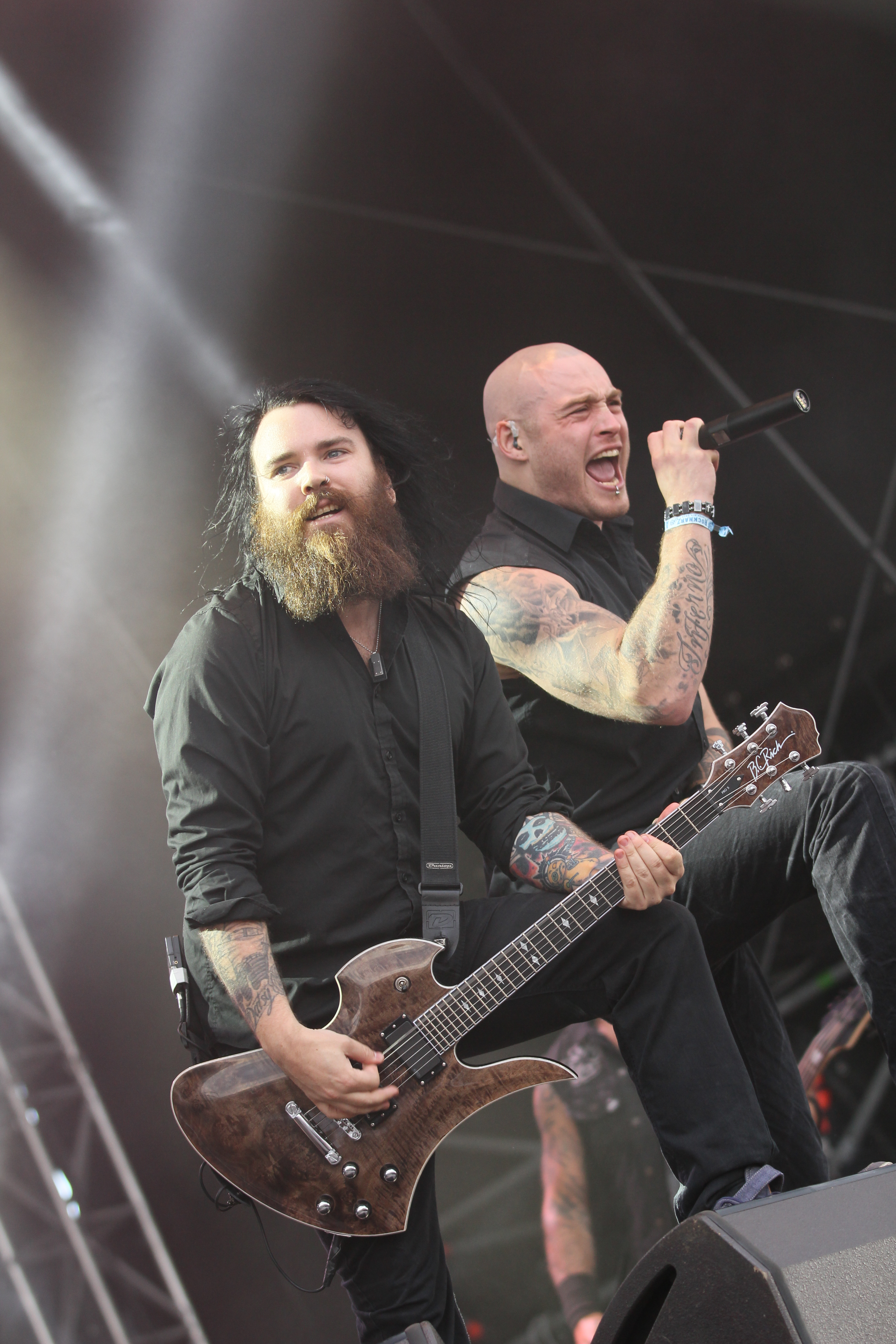
Robin Sjunnesson e Nathan James Biggs al Rockharz Open Air 2014

I Sonic Syndicate sono stati fondati nel 2002 col nome Fallen Angels dai 3 fratelli Sjunnesson: Richard, Roger e Robin. Come Fallen Angels registrarono tre demo: Fall from Heaven, Black Lotus e Extinction. Nel 2005 hanno cambiato nome in Sonic Syndicate e si sono aggiunti alla formazione Roland Johansson, Karin Axelsson e John Bengtsson. Sono un gruppo che ha subito forti influenze dai grandi gruppi melodic death metal come In Flames e Soilwork. Si può notare nel loro stile anche una punta di metalcore. Il 30 marzo del 2009 il cantante Roland Johansson lascia la band per motivi personali, unendosi in seguito alla band Svedese Dodge, ed il gruppo inizia così la ricerca di un rimpiazzo. Il 24 agosto 2009, il gruppo pubblica sul blog del loro sito internet la conferma dell'arrivo del loro nuovo cantante, Nathan J. Biggs. L'arrivo di questo nuovo elemento indirizza lo stile generale della band verso connotazioni decisamente più dark. Il 6 novembre 2009 verrà pubblicato un EP dai Sonic Syndicate, contenente le loro due canzoni prodotte con Nathan, ossia "Burn This City" e "Rebellion in Nightmareland"; sarà messo in commercio anche un "cofanetto" contenente il suddetto album ed il suo predecessore Love and Other Disasters, mentre con il loro nuovo "motto" "Rebellion has begun" (dall'inglese "la ribellione è cominciata") i Sonic Syndicate annunciano l'uscita, per il mese di marzo/aprile del 2010 di un album, dal titolo We Rule the Night.

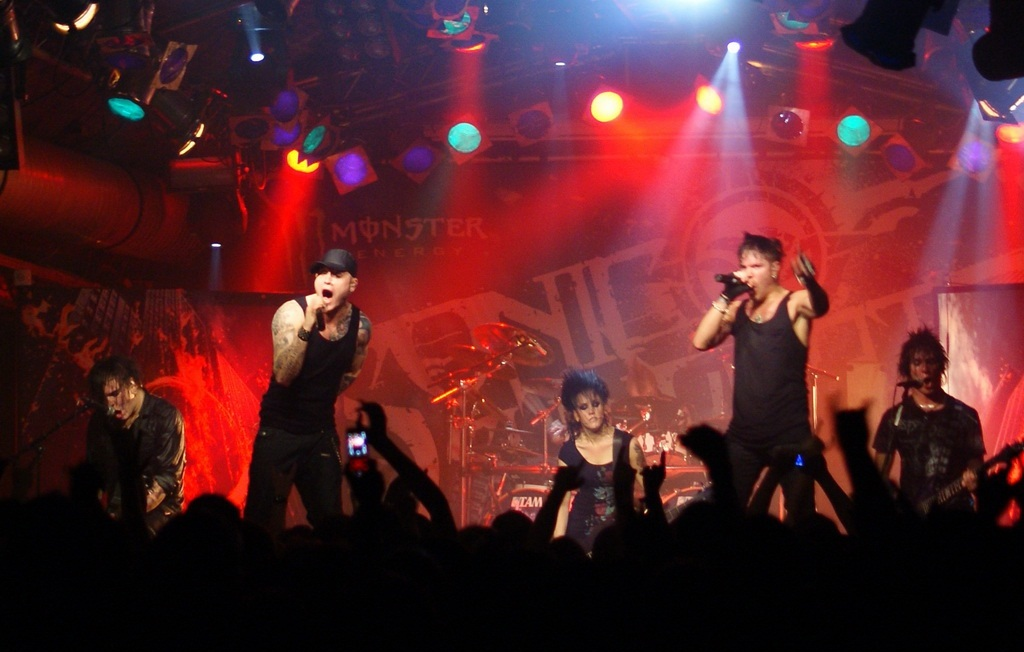
I Sonic Syndicate al Matrix Bochum nel 2010

Il 3 novembre 2010 anche l'altro cantante Richard Sjunnesson lascia la band, in aperta polemica per l'ultimo album 'We Rule The Night' (da lui definito "spazzatura") e per la direzione 'pop' intrapresa dalla band. Il suo posto in tour è stato preso temporaneamente da Christoffer Andersson, amico di lunga data della band, che nel 2013 entrerà a far parte dei Dead by April subentrando al posto di Jimmie Strimmell. Successivamente anche il chitarrista Roger Sjunesson lascerà i Sonic Syndicate ed insieme ai cantanti Richard Sjunesson e Roland Johansson si unirà ad un nuovo gruppo chiamato The Unguided.
Il 4 luglio 2014 viene commercializzato il nuovo album della band, il primo registrato senza Richard e Roger Sjunesson, intitolato semplicemente "Sonic Syndicate".

## Formazione

### Formazione attuale
- Nathan J. Biggs – voce (2009-presente)
- Robin Sjunnesson – chitarra, cori (2002-presente)
- Michel "Miche" Barzén – basso (2015-presente)

### Ex componenti
- Roland Johansson – voce (2006-2009)
- Richard Sjunnesson – voce death (2002-2010)
- Andreas Mårtensson – tastiere (2002-2006)
- Kristoffer Bäcklund – batteria (2002-2006)
- Magnus Svensson – basso (2002-2004)
- Roger Sjunnesson – chitarra (2002-2012)
- Karin Axelsson - basso (2004 - 2015)
- John Bengtsson – batteria, percussioni (2006-2016)

## Discografia

### Album in studio
- 2005 – Eden Fire
- 2007 – Only Inhuman
- 2008 – Love and Other Disasters
- 2010 – We Rule the Night
- 2014 – Sonic Syndicate
- 2016 – Confessions

### Singoli
| Anno | Singolo          | Album                    |
| ---- | ---------------- | ------------------------ |
| 2005 | Jailbreak        | Eden Fire                |
| 2007 | Denied           | Only Inhuman             |
| 2007 | Enclave          | Only Inhuman             |
| 2008 | Jack of Diamonds | Love and Other Disasters |
| 2008 | My Escape        | Love and Other Disasters |
| 2009 | Power Shift      | Love and Other Disasters |
| 2009 | Contradiction    | Love and Other Disasters |
| 2010 | Revolution, Baby | We Rule the Night        |
| 2010 | My Own Life      | We Rule the Night        |
| 2010 | Burn This City   | We Rule the Night        |
| 2010 | Turn It Up       | We Rule the Night        |
| 2014 | Black Hole Halo  | Sonic Syndicate          |